# La taberna del Buda
La taberna del Buda es el tercer álbum de estudio del grupo español Café Quijano. Salió a la venta en el mercado español el 25 de mayo de 2001. El CD contiene 12 canciones originales y una reedición de la canción Otra vez (Qué pena de mí) cantada con Olga Tañón. Debido al éxito, todas las canciones fueron lanzadas como sencillos.

## Lista de canciones
| N.º | Título                     | Duración |
| --- | -------------------------- | -------- |
| 1   | Nada de ná                 | 3:42     |
| 2   | De piratas                 | 3:50     |
| 3   | Desde Brasil               | 3:53     |
| 4   | Lucía, la corista          | 4:20     |
| 5   | Qué le debo a la vida      | 4:02     |
| 6   | En aquel hotel jamaicano   | 3:53     |
| 7   | La taberna del Buda        | 3:49     |
| 8   | Otra vez (Qué pena de mí)  | 4:19     |
| 9   | Las llaves de Raquel       | 3:54     |
| 10  | Qué poca cosa              | 4:10     |
| 11  | En mis besos               | 3:36     |
| 12  | Otra vez (Qué pena de mí)* | 4:19     |

- (*) -  cantada a dúo con Olga Tañón

- Datos: Q4894461